# 斯克里文縣
斯克里文縣（英語：Screven County）是美國喬治亞州東部的一個縣，東鄰南卡羅萊納州。面積1,698平方公里。根據美國2000年人口普查，共有人口15,374人。縣治西爾瓦尼亞。
成立於1793年12月14日。縣名紀念獨立戰爭時期將領詹姆斯·斯克里文（James Screven）。

## 外部連結
- Screven County Chamber of Commerce （页面存档备份，存于）